# Аннали святого Павла
«Аннали святого Павла» (лат. Annales Paulini) — часопис подій, що відбувались у Лондоні у період з 1307 до 1341 року.
«Аннали…» охоплюють період з 1307 до 1341 року. Імовірно, автор часопису — один із каноніків лондонського собору святого Павла, ймовірно, авторів було декілька . Ймовірно, аннали базуються на записах Адама Марімута (англ. Murimuth), також каноніка собору святого Павла, очевидця безлічі політичних подій у житті Англії першої половини XIV століття.